# Eliza Unger
Eliza Unger, de domo Goldstein (ur. 26 marca 1899 w Przemyślu, zm. 26 sierpnia 1983) – polska architektka żydowskiego pochodzenia. 

## Życiorys

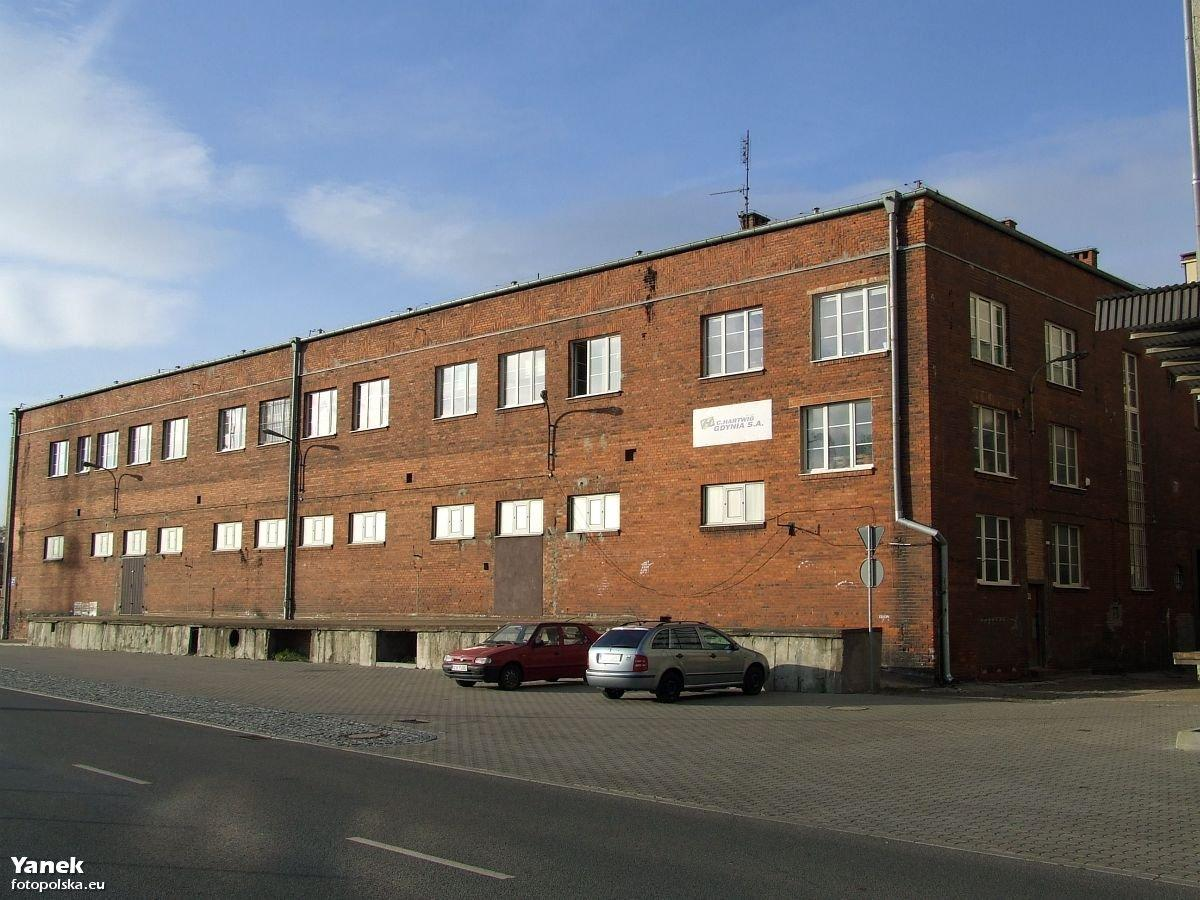
Magazyn firmy „Bananas”

Urodziła się 26 marca 1899 roku w Przemyślu, była córką inżyniera Joachima Goldsteina i Marianny z d. Kuttin. W 1924 roku kończyła studia na Wydziale Architektonicznym Politechniki Lwowskiej, po czym zaangażowała się w prace dokumentacyjne i konserwatorskie dla Żydowskiej Gminy Wyznaniowej we Lwowie. 
W 1927 roku, wraz z mężem Oswaldem Erykiem Ungerem i Edwardem Jakóbowiczem założyła we Lwowie spółkę architektoniczną. Od 1929 roku biuro przeniosło się do Gdyni (już bez wspólnika), gdzie realizowało różne zadania przy budowie miasta, od projektów do realizacji. W latach 30. XX w. Unger zaprojektowała w Gdyni szereg funkcjonalistycznych budowli, od prywatnych willi i kamienic po szkołę i magazyny. Przy projektach współpracowała m.in. z Bronisławem Wondrauschem. 
Okupację przeżyła w Warszawie i okolicach, po „aryjskiej stronie” pod nazwiskiem Goszczyńska. 
Po II wojnie światowej objęła stanowisko kierowniczki Zakładu w Instytucie Budownictwa Mieszkaniowego w Warszawie. Należała do Oddziału Warszawskiego Stowarzyszenia Architektów Polskich, w 1965 roku otrzymała Brązową Odznakę SARP. W latach 60. wykładała na Politechnice Warszawskiej. W 1964 roku została wyróżniona Krzyżem Kawalerskim Orderu Odrodzenia Polski oraz Złotym Krzyżem Zasługi. 
Zmarła 26 sierpnia 1983 roku. Została pochowana na Cmentarzu Wojskowym na Powązkach. 

## Projekty (47 w Gdyni) m.in.:
- kamienica czynszowa Izraela Reicha i Wolfa Birnbauma w Gdyni[2]
- biurowiec „Bananas” przy ul. Kwiatkowskiego 24 w Gdyni[1]
- chłodnia rybna, Port w Gdyni (1935–1936), wraz z Edwardem Fuhrschmiedem[1]
- magazyny firmy „Bananas”, Port w Gdyni (1938–1939), wraz z Bronisławem Wondrauschem[1]